# 戈登·史密斯
戈登·史密斯（英語：Gordon Smith，1908年2月14日—1999年10月22日），美国男子冰球运动员。他曾代表美国国家队参加1932年和1936年冬季奥林匹克运动会冰球比赛，获得一枚银牌和一枚铜牌。